# Блайнай-Гуэнт
 Блайнай-Гуэнт (англ. Blaenau Gwent, валл. Blaenau Gwent) — унитарная административная единица Уэльса со статусом города-графства (англ. county borough).
Район Блайнай-Гуэнт был создан в 1974 году в качестве административной единицы второго уровня в составе графства Гуэнт путём объединения районов Абертиллери, Эббу-Вейл, Нантигло и Тредигар  традиционного графства Монмутшир, а также районов Бринмаур и Лланелли  традиционного графства Брекнокшир. После вступления в силу Акта о местном управлении 1994 года район стал городом-графством (кроме прихода Лланелли, перешедшего в состав унитарной области Монмутшир).
Область расположена в южном Уэльсе и граничит с областями Поуис на севере, Монмутшир и Торвайн на востоке, Кайрфилли на западе.
Основными городами области являются Абертиллери, Бринмаур, Эббу-Вейл и Тредигар.